# Pierre-Louis Roy
Pour les articles homonymes, voir Roy.
 (février 2023).
Si vous disposez d'ouvrages ou d'articles de référence ou si vous connaissez des sites web de qualité traitant du thème abordé ici, merci de compléter l'article en donnant les références utiles à sa vérifiabilité et en les liant à la section « Notes et références ».
Pierre-Louis Roy, né en 1965 à Soissons, est un auteur et photographe de montagne français.
Il est un spécialiste reconnu de l'histoire du massif du Mont-Blanc et de l'essor du tourisme dans les Alpes, en particulier sur l'histoire humaine, technique et socio-économique des téléphériques. Il a publié sept livres à ce jour, aux Éditions Glénat, aux éditions Esope et aux éditions du Dauphiné libéré.

## Biographie
Pierre-Louis Roy, est né à Soissons[réf. souhaitée], en 1965 et réside depuis 1971 à Paris. Enfant et adolescent, il passe toutes ses vacances à Chamonix dans la maison de sa famille située face au plus vieux téléphérique de France, le téléphérique des Glaciers, initié en 1905, qui voulait rallier l’aiguille du Midi (3 842 m). Il se passionne très tôt pour ce monument historique et patrimonial, abandonné depuis 1951. À partir de 2005, il élargit ses travaux à l'histoire des Alpes et du tourisme,,.
En parallèle, diplômé de l'École supérieure de commerce de Paris en 1986, il occupe différentes responsabilités dans les domaines du marketing et de la stratégie au sein du groupe SNCF, en particulier Eurostar et Gares et connexions. Il est depuis décembre 2022 responsable transformation et concurrence au sein du secrétariat général de SNCF Voyageurs.
Dès l'age de 10 ans, il recherche cartes postales et documents anciens sur l'ancien téléphérique de l'Aiguille du Midi. À partir de 2000, il décide d’écrire et d’illustrer le premier livre (grand public) sur ce sujet. Il mène pendant plusieurs années une recherche approfondie au plan historique auprès des fonds d’archives mais aussi en interviewant les acteurs encore vivants de cette aventure. Il recueille une importante iconographie en sauvegardant et restaurant les fonds documentaires de ces derniers,.
Poursuivant sa passion, Pierre-Louis Roy réunit un ensemble rare de photos anciennes, de cartes postales d'époque, de livres et de documents anciens sur Chamonix, le massif du Mont-Blanc et ses téléphériques, et plus largement sur les Alpes suisses, italiennes, autrichiennes et allemandes. 
Il donne régulièrement des conférences ou participe à des émissions de radio ou télévisions sur ces sujets,,.

## Publications

### Livres parus
En 2004, son livre sur l'épopée de l'aiguille du Midi, plus ancien téléphérique de France, et aujourd'hui l'un des plus remarquables et des plus visités, traite à la fois d'une aventure humaine et technique à Chamonix, et de l'invention des remontées mécaniques pionnières dans le monde. Réimprimé en 2006 et aujourd'hui épuisé, cet ouvrage de référence est réédité en 2011 dans un format réduit.
En 2008, Pierre-Louis Roy reconstitue l'invention du tourisme au pied du mont Blanc à partir de 1741, dans un deuxième beau livre, dédié à la ligne de chemin de fer Mont-Blanc Express, qui relie depuis 1908 Saint-Gervais à Chamonix puis Vallorcine, et enfin Martigny, en Suisse. Il met ainsi en valeur les plans, les cartes et les archives de l’ancienne compagnie PLM, inédites, qu’il est parvenu à retrouver.
En 2010, Corinne Tourrasse, graphiste et directrice artistique de ses premiers livres, met en scène son travail de photographe dans un livre original de diptyques présentant une vision « décalée et surprenante » du massif du Mont-Blanc : Jeu de regards.
En 2014, toujours avec Corinne Tourrasse et après un important travail de recherche des 15 000 articles – et de restauration des 9 000 photos – du journaliste Philippe Gaussot, reporter au Dauphiné libéré, il publie Chamonix libéré aux éditions Esope. En quelque 350 pages et 1 000 images, il retrace le développement emblématique de la vallée de Chamonix depuis la Deuxième Guerre mondiale jusqu’à la fin des années 1950,
En 2021, il écrit Trains des Alpes, deux siècles vertigineux à la demande de la collection « Les patrimoines » des éditions du Dauphiné, et illustre très largement ce livret de documents issus de sa collection. Il y condense le foisonnement technique et l’aventure humaine de la conquête des Alpes par le train, depuis les grands tunnels traversants qui soudent l’Italie au reste de l'Europe, jusqu’aux petits trains qui escaladent le flanc des montagnes touristiques.
Fin 2022, Glénat publie une nouvelle édition totalement refondue et enrichie de son premier livre : Une histoire de l'aiguille du Midi et des téléphériques. Avec plus d’une centaine de documents inédits et un texte profondément remanié, celle-ci s’étend à l’aventure fondatrice de tous les téléphériques de la vallée de Chamonix et remet en perspective l'histoire mondiale des remontées pionnières.

### Autres publications
Pierre-Louis Roy écrit régulièrement pour la revue L'Alpe, et pour le Dauphiné libéré.

### Livres
- L'Aiguille du Midi et l'invention du téléphérique, Éditions Glénat, 2004  (ISBN 2-7234-4563-1 et 978-2-7234-4563-4)[2].
- Le Mont-Blanc Express (L'invention du tourisme alpin - Saint-Gervais-Vallorcine, 1908-2008), Éditions Glénat, 2008  (ISBN 978-2-7234-6316-4 et 2-7234-6316-8). Prix Mondial du Livre d'Images de Montagne 2008 - Mention Spéciale.
- Mont-Blanc : Jeu de regards, en collaboration avec Corinne Tourrasse, Éditions Glénat, 2010  (ISBN 2723476367). Prix Mondial du Livre d'Images de Montagne 2010 - Mention Spéciale.
- L'Aiguille du Midi, un téléphérique au plus près du mont Blanc, Éditions Glénat, 2011  (ISBN 978-2-7234-8310-0 et 2-7234-8310-X)[10].
- Chamonix libéré (L’envol et la vie d’une vallée entre 1944 et 1959, sous le regard du journaliste-photographe Philippe Gaussot) avec Corinne Tourrasse, Éditions Atelier Esope, 2014  (ISBN 978-2-903420-77-2 et 2-903420-77-7).
- Trains des Alpes, deux siècles vertigineux, Éditions le Dauphiné, 2021  (ISBN 978-2-8110-0227-5 et 2-8110-0227-8)[11].
- Une histoire de l'Aiguille du Midi et des téléphériques, Éditions Glénat, 2022  (ISBN 978-2-344-04749-1 et 2-344-04749-2)[3].

### Articles dans la revue Alpes
- « Victime de la « guerre des tunnels » », L’Alpe, no 29, 2005
- « À l’assaut des cimes », « le mont Blanc édenté » et « Saint-Gervais-Vallorcine : un pimpant centenaire », L’Alpe, no 45, 2009 [lire en ligne]
- « Jeu de regard », L’Alpe, no 50, 2010 [lire en ligne]
- « Prisonniers de l’hiver », L’Alpe, no 51, 2010 [lire en ligne]
- « Baquet fait son cirque ! », L’Alpe, no 66, 2014
- « De fil(s) en aiguille(s) » et « Avec les araignées du ciel », L’Alpe, no 67, 2014 [lire en ligne]
- « La belle époque de la glisse », L’Alpe, no 75, 2016 [lire en ligne]
- « Oublions ? Le fil de la mémoire sectionné », L’Alpe, no 80, 2018 [lire en ligne]
- « Cosmiques à la loupe », L’Alpe, no 84, 2019 [lire en ligne]
- « Un désir nommé tramway », L’Alpe, no 87, 2019 [lire en ligne]